# 今田 (藤沢市)
今田（いまだ）は、神奈川県藤沢市にある大字。

## 地理
藤沢市の北東部、境川の西岸に位置する。
川沿いの低い土地から相模野台地へとゆるやかに繋がる土地であり、西は台地上の湘南台、南西は亀井野、南は西俣野、境川を挟んで東は横浜市泉区下飯田町と隣接する。

### 河川
- 境川

## 歴史
現在の湘南台東部と共に江戸時代以前は相模国高座郡今田村であった。それ以前は亀井野村の一部であったとされる。
廃藩置県後、亀井野村などの周辺5村と共に六会村となる。六会村が藤沢市に併合となってからは藤沢市の一部となり、戦後の藤沢市の区画整理事業によって西部が湘南台として分離する。
現在は観光果樹園と湘南台からつづく市街が混じる地域となっている。

### 地名の由来
新しく開墾された土地の意味から。

### 沿革
- 5000B.C.頃 - 縄文海進により海面が10m程度上昇、今田あたりまで細長い入江が形成されていた。
- 1218年（建保6年） - 亀井野雲昌寺、光輝山瑞龍寺と号し今田に草創される。開基は北条義時と伝えられる。
- 1600年頃（慶長年間） - 雲昌寺、亀井野に移転。
- 1878年（明治11年） - 郡区町村編制法の施行により、亀井野村、石川村、西俣野村、円行村、今田村および下土棚村による六ヶ村組合が設立される。
- 1889年（明治22年）4月1日 - 町村制施行により、神奈川県高座郡円行村、亀井野村、下土棚村、西俣野村、今田村および石川村が合併し六会村が成立する。
- 1942年（昭和17年）3月10日 - 六会村が、藤沢市へ編入される[9]。
- 1974年（昭和49年）1月1日 - 神奈川県立藤沢西高等学校開校[10]。
- 1975年（昭和49年）3月28日 - 藤沢西高移転。
- 1984年（昭和59年）- 北部第一土地区画整理事業完了[7]。
- 2003年（平成14年）- 県立藤沢工業高と県立大船工業技術高が合併し、神奈川県立藤沢工科高等学校開校。

## 世帯数と人口
2023年（令和5年）9月1日現在（藤沢市発表）の世帯数と人口は以下の通りである。
| 大字 | 世帯数  | 人口    |
| ---- | ------- | ------- |
| 今田 | 464世帯 | 1,255人 |

### 人口の変遷
国勢調査による人口の推移。
| 年                 | 人口  |
| ------------------ | ----- |
| 1995年（平成7年）  | 559   |
| 2000年（平成12年） | 589   |
| 2005年（平成17年） | 605   |
| 2010年（平成22年） | 902   |
| 2015年（平成27年） | 1,015 |
| 2020年（令和2年）  | 1,199 |

### 世帯数の変遷
国勢調査による世帯数の推移。
| 年                 | 世帯数 |
| ------------------ | ------ |
| 1995年（平成7年）  | 174    |
| 2000年（平成12年） | 201    |
| 2005年（平成17年） | 236    |
| 2010年（平成22年） | 346    |
| 2015年（平成27年） | 396    |
| 2020年（令和2年）  | 436    |

## 事業所
2021年（令和3年）現在の経済センサス調査による事業所数と従業員数は以下の通りである。
| 大字 | 事業所数 | 従業員数 |
| ---- | -------- | -------- |
| 今田 | 8事業所  | 127人    |

### 事業者数の変遷
経済センサスによる事業所数の推移。
| 年                 | 事業者数 |
| ------------------ | -------- |
| 2016年（平成28年） | 5        |
| 2021年（令和3年）  | 8        |

### 従業員数の変遷
経済センサスによる従業員数の推移。
| 年                 | 従業員数 |
| ------------------ | -------- |
| 2016年（平成28年） | 13       |
| 2021年（令和3年）  | 127      |

## 交通

### 鉄道
当地に駅は無い。相鉄いずみ野線と横浜市営地下鉄ブルーラインが高架で境川を横断している。最寄り駅は湘南台駅。

### バス
当地にバス停はない。ただし数10m先の西の湘南台、東の泉区下飯田町内に神奈川中央交通のバス停があり、地区内を通る路線もある。
- 神奈川中央交通[19]
  - 湘07系統 湘南台東口行、立場ターミナル行[注 1]
  - 湘27系統 湘南台東口行、ドリームハイツ行[注 2]
  - 藤51系統 湘南台東口行、藤沢駅北口行[注 2]

### 道路
- 神奈川県道451号藤沢大和自転車道線

### 橋梁
- 境川橋りょう - （相鉄いずみ野線）

## 施設
- 神奈川県立藤沢工科高等学校
- 境川遊水地公園
- 藤沢市今田ポンプ場[20]

## 史跡
- 今田遺跡[21]

## その他

### 日本郵便
- 郵便番号 : 252-0803[4]（集配局 : 藤沢北郵便局[22]）。